# Gnamptogenys reichenspergeri
Gnamptogenys reichenspergeri is een mierensoort uit de onderfamilie van de Ectatomminae. De wetenschappelijke naam van de soort is voor het eerst geldig gepubliceerd in 1929 door Santschi.